# Cordillera Salvesen
La Cordillera Salvesen (en inglés: Salvesen Mountains o Salvesen Range) es una cadena montañosa en el extremo sur de la isla San Pedro del archipiélago de las Georgias del Sur, llegando a una altura máxima de 2330 m s. n. m. Fueron creados hace 127 millones de años y se componen principalmente de granito. Dentro de esta cordillera se incluyen elevaciones como el Monte Carse y el Monte Paterson.
Este cordón montañoso representa sólo un conjunto de cumbres emergidas de un encadenamiento mayor: la Dorsal del Scotia, prolongación del sistema formado por la cordillera de los Andes en América del Sur, y los Antartandes de la Antártida. El granito Cretácico se incrusta en las lavas basálticas y diques de dolerita del Jurásico. Ambos de los cuales son de color negro por lo que crean un contraste de color llamativo en exposiciones. Tanto el granito y el basalto se formaron a partir del magma formado en el límite de placas divergente donde el Océano Atlántico Sur se abrió. Estos montes fueron atravesados por Ernest Shackleton en 1916.
La cordillera fue examinada por la South Georgia Survey (SGS), en 1951 y 1952, y se le dio el nombre de Harold Salvesen, quien dio una gran asistencia a la SGS, entre 1951 y 1954.